# Gà chọi Mã Lai

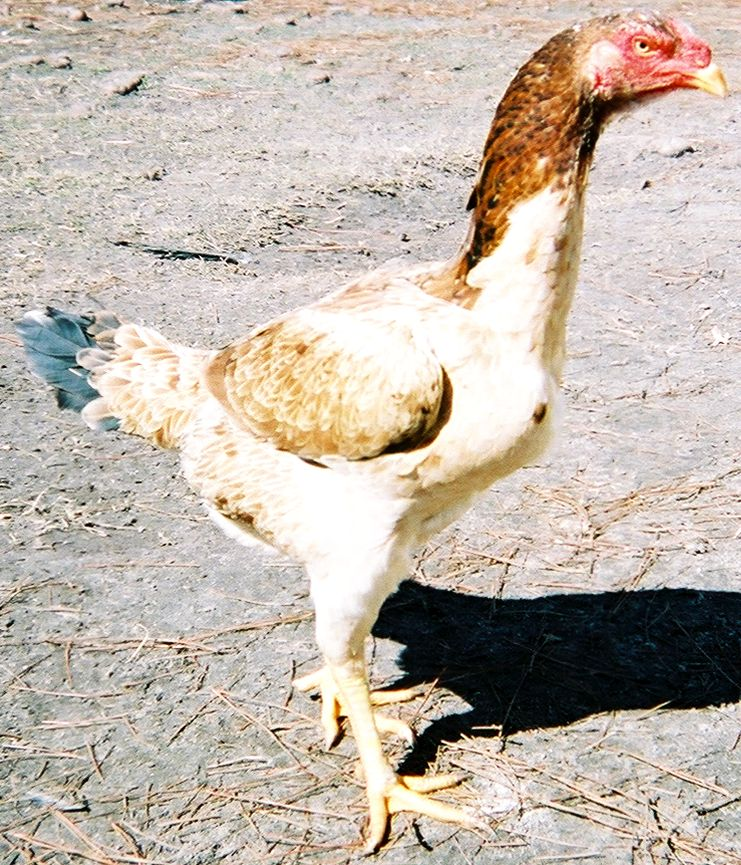
Một con gà chọi Mã Lai (mã mái)

Gà chọi Mã Lai (Malay) là một giống gà chọi có nguồn gốc lâu đời ở bán đảo Malaysia nhưng được phát triển và biết đến ở các quốc gia phương Tây, đặc biệt là ở châu Âu, Úc và Mỹ. Chúng được ưa chuộng để nuôi làm gà chọi và có ảnh hưởng tích cực đến một số giống gà chọi khác như gà Chợ Lách của Việt Nam.

## Lịch sử
Chúng thuộc nhóm gà cổ xưa và phát triển ở châu Á sau khi giao thương Á Âu bị gián đoạn thời cổ đại. Dạng gà Malayoid từng tồn tại ở Đông Nam Á hàng thiên niên kỷ, gà Malay có thể bắt nguồn từ gà rừng khổng lồ (Gallus giganteus). Cùng thời điểm, dường như đột biến Malayoid bán trụi (semi naked) xuất hiện ở Bán Đảo Đông Dương, đặc trưng ở chiều cao và kiểu mồng gồm mồng trích và mồng dâu. Không hề có cá thể mồng lá, có ba đường cong, có những vùng trụi lông giống nhau: cổ, mặt trong của đùi vài chỗ ở ngực, có nọng, gà vốn có hay không có tích, sở hữu phẩm chất gan lỳ (continued existence) trong trường đấu.
Khi người châu Âu thấy gà Malay một số nhà học giả đã có giả thiết về tổ tiên khác hẳn với gà rừng đỏ do hình dáng và tập tính sinh sống quá khác biệt so với loại gà Bankiva. Họ cho chúng là hậu duệ của một loại gà rừng trên đảo hoang thiên về cuộc sống ở mặt đất và đi bộ hơn là loài có thể bay như gà rừng đỏ. Các loài chim sống ở đảo hoang không có thú dữ thường tiến hóa tới một cuộc sống đi bộ, mất khả năng bay và kích cỡ lớn hơn. Mặc dù ngày nay các nghiên cứu về gene chỉ ra tổ tiên của gà nhà là từ gà rừng Đông Nam Á nhưng do các loại gà được nghiên cứu chỉ vài chục giống nên cho đến nay thuyết gà dạng Malay có tổ tiên là một loại gà rừng khổng lồ tuyệt chủng vẫn còn sức thuyết phục và nhiều người vẫn tin tưởng.
Giả thuyết gà Malay từ gà khổng lồ tuyệt chủng Gallus giganteus do ông Temminck đưa ra vào thế kỷ 19. Theo đó gà khổng lồ Gallus giganteus là một loại gà bị cô lập trên đảo hoang một thời gian dài. Môi trường là đồng cỏ, bụi rậm thay vì là cây cao do đó loại gà đảo này dần dần tiến hóa thành một loại gà thích nghi với cuộc sống ở mặt đất. Con người đem gà này về thuần hóa thành các loại gà dạng Malay. Finsterbusch tác giả của cuốn sách Cockfighting all over the world (1928) sau đó đưa ra các quan sát để cũng cố thuyết gà Malay do tổ tiên khác với gà Bankiva rất thuyết phục dựa trên các đặc điểm cơ thể và tập tính sinh sống.

## Đặc điểm
Giống gà Mã Lai to xác, gà trống Malay non chỉ nặng khoảng 5,5 lb (2,5 kg) ở sáu tháng tuổi. Một trống Malay trưởng thành sẽ nặng 9-10 lb (4,1–4,5 kg). Chúng trụi lông, đầu to, mắt lồi, to xác, chân đen, cẳng vuông, thịt đen. Mỗi khi xáp trận, giống gà này đá như điên nhưng không có miếng. Sức nó dai và lỳ đòn đến nỗi hai con đá nhau suốt 4 ngày liền, ngày đá đêm nghỉ, sáng đá tiếp cho đến khi cả hai con không đứng dậy nổi nằm nhẹp mà vẫn cựa quậy đôi chân về phía đối phương. Giống gà Malay to con, dai sức nhưng yếu võ. Chúng cũng gặp vấn đề về chân.
Cổ của gà Malay to và dài, rút vào vươn ra ra dễ dàng. Đầu to kết hợp với cổ dài như dụng cụ sục sạo tiện lợi trong cỏ tìm thức ăn. Bắp thịt khô và nhiều thớ hơn do đó gà dạng Malay ít bị mệt do thiếu nước trong các trận đấu kéo dài. Gà dạng Malay cũng có khả năng lành các vết thương rất nặng nhanh chóng. Thân của chủng Malay ngắn, hông rộng và hẹp phần giữa vai. Ngực bè và rộng, thiếu độ sâu như loại chuyên bay (Bankiva) và cơ ngực mạnh. Cánh rất ngắn và không thích hợp để nâng cơ thể nặng nề. Đôi chân phần gắn đùi và hông có nhiều cơ bắp và cực mạnh. Xương ở những chỗ này phát triển để tăng diện tích cho cơ bám vào bằng các rìa và mấu lồi. Xương của gà Malay nhất là xương chân rất rắn chắc và chứa toàn là tủy được củng cố bởi cấu trúc xốp.
Xương sọ cũng to và cứng. Mắt thụt sâu, da mặt dầy, mặt gà Malay được phủ bởi các lông cứng, tích và tai nhỏ và chắc do đó để chống cây cỏ đâm xước, vướng víu. Mỏ rộng ở gốc, hàm rộng để nuốt đồ lớn. Da hầu lớn. Cựa gà Malay mọc ở vị trí thấp, gốc cựa lớn, mọc thẳng hoặc chỉ địa. Đôi chân hợp với việc chạy hoặc bươi cào hơn cho việc đậu trên cành cây, gà Malay ưa bươi lỗ sâu. Gà Malay ăn nhiều động vật hơn như cua, ếch nhái, thằn lằn, côn trùng, có khi cả rắn. Bầu diều nhỏ ngắn và đường ruột ngắn nhưng khỏe là biểu hiện của tập tính ăn thịt. Gà Malay thích sống một vợ chồng.
Hình dáng của các loại gà Malay to lớn, nặng nề, ít lông làm người ta liên tưởng tới các loại chim có cuộc sống ở mặt đất như đà điểu. Với mào dâu hoặc mào trích, mặt dầy, mắt lõm. Sở dĩ có tên gọi Malay là vì người châu Âu thấy ở Ấn Độ một loại gà to lớn có hình dạng khác hẳn gà châu Âu, được người Ấn gọi là gà Malay và nói là nó có nguồn gốc từ Malay. Về sau các loại gà có đặc điểm tương tự đều được xếp vào nhóm gà dạng Malay (Malayoid). Loại gà dạng Malay phổ biến khắp châu Á do đó còn được gọi là gà Á đông, gà phương Đông. Ví dụ điển hình: các loại gà đá ở châu Á như gà Thái, gà đòn Việt, gà Shamo.